# Raaba-Grambach
Raaba-Grambach é um município da Áustria, situado no distrito de Graz-Umgebung, na estado da Estíria. Tem 14,64 km² de área e sua população em 2019 foi estimada em 4.549 habitantes.